# Вестон (Флорида)
Вестон (енгл. Weston) град је у америчкој савезној држави Флорида. По попису становништва из 2010. у њему је живело 65.333 становника.

## Демографија
Према попису становништва из 2010. у граду је живело 65.333 становника, што је 16.047 (32,6%) становника више него 2000. године.
| Група             | 2000.          | 2010.          |
| Белци             | 30.465 (61,8%) | 29.287 (44,8%) |
| Афроамериканци    | 1.832 (3,7%)   | 2.860 (4,4%)   |
| Азијати           | 1.561 (3,2%)   | 3.000 (4,6%)   |
| Хиспаноамериканци | 14.880 (30,2%) | 29.353 (44,9%) |
| Укупно            | 49.286         | 65.333         |